# شبرا زنجي
شبرازنجي إحدى قرى مركز الباجور التابع لمحافظة المنوفية في جمهورية مصر العربية.

## التاريخ
ذكرها علي مبارك في كتابه الخطط التوفيقية باسم "شبرى زنجى"، حيث ذكر أنها قرية في مديرية المنوفية بقسم سبك، وأن بها جامع بمنارة ومعمل دجاج وعدة بساتين وسواقي لري الزراعة، ومهنة أهلها الزراعة.

## البنية التحتية
بالقرية محطة مياة شرب بطاقة 120 لتر/ثانية، تم الانتهاء من تنفيذها عام 2007.

## السكان
بلغ عدد سكان شبرازنجي 7,320 نسمة، حسب الإحصاء الرسمي لعام 2006.